# Cyanoliseus patagonopsis
Cyanoliseus patagonopsis es una de las 2 especies extintas de las 3 que integran el género Cyanoliseus de la familia de los loros (Psittacidae), cuyas especies se denominan loros barranqueros o tricahues. C. patagonopsis habitaba en la región pampeana del centro-este de América del Sur.  

## Características
Si bien no alcanzaba el porte de los grandes guacamayos del género Ara, Cyanoliseus patagonopsis superaba al de Ara severa, pues su largo total fue estimado en aproximadamente 51 cm, y un peso calculado en 350 gramos, lo que lo torna en la especie de Cyanoliseus de mayor tamaño, superando por un 20 % a la viviente C. patagonus (la cual alcanza en promedia longitudes de 42 cm y pesos de entre 256 y 300 g), siendo asimismo dos tercios mayor que la también extinta C. ensenadensis, la menor del género, con un largo total estimado en aproximadamente 33 cm, y pesos de 152 g.

## Reproducción
Seguramente se reproducían de manera similar a la única especie viviente del género, Cyanoliseus patagonus, la que lo hace gregariamente en cuevas que escavan en las paredes de barrancas de ríos o acantilados marinos.

## Taxonomía y distribución
Esta especie fue descrita originalmente en el año 2006 por los ornitólogos C. Acosta Hospitaleche y C. Tambussi.
Esta especie habitó en las barrancas marinas del Pleistoceno medio del sudeste de la provincia de Buenos Aires, en la región centro-oriental de la Argentina, sobre las márgenes del mar Argentino del océano Atlántico.
C. patagonopsis fue fundada gracias a un húmero derecho completo. En los Psittacidae, y en general en todas las aves, ese hueso brinda caracteres diagnósticos, posibilitando una diferenciación confiable de taxones hasta el nivel de especie. El código asignado para el holotipo es el MLP 81-VII-20-20. Se encuentra depositado en las colecciones del departamento científico de Paleontología de Vertebrados del Museo de La Plata (MLP). 
La procedencia geográfica de la única pieza colectada de la especie refiere a la zona de punta Hermengo (nivel IV-V), Miramar, partido de General Alvarado, provincia de Buenos Aires, Argentina.
Estratigráficamente se lo detectó en sedimentos de la «formación Miramar», del Pleistoceno medio. Esta formación aflora en la costa marítima bonaerense, presentando como límite inferior el perfil correspondiente al Ensenadense, extendiéndose hasta al Lujanense.
En el año 1982, la pieza base había sido mencionada como perteneciente a una probable nueva especie de Psittacidae aún por definir. Posteriormente se lo consideró como Cyanoliseus cf. patagonus; finalmente, luego de un estudio más detallado de la pieza, sumado a su comparación con nuevos materiales disponibles, permitió su reasignación sistemática.

### Etimología
La etimología de su apelativo específico se origina en el correspondiente a la especie viviente, C. patagonus, con el agregado de opsis, que en idioma griego significa: 'similar a', es decir, 'similar a patagonus'.